# Hoacinalakúak
A hoacinalakúak (Opisthocomiformes) a madarak (Aves) osztályának egyik rendje, melybe csak egyetlen család, a hoacinfélék (Opisthocomidae) tartozik.
E madárcsalád rendbéli besorolása már több, mint kétszáz éve vitatott volt; egyesek a kakukkalakúak (Cuculiformes) közé, míg mások a saját Opisthocomiformes nevű rendbe sorolták be. Manapság, a DNS-vizsgálatoknak köszönhetően, megtudtuk, hogy az utóbbiaknak volt igazuk. Ugyanebből a kutatásból - melyet 2014-ben végeztek el -, megtudtuk, hogy nem is a kakukkalakúakkal állnak közelebbi rokonságban, hanem a lilealakúakat (Charadriiformes) és a darualakúakat (Gruiformes) egyesítő Gruimorphae nevű madárcsoporttal.
Ebben a családban már csak 1 élő faj létezik, az úgynevezett hoacin (Opisthocomus hoazin), amely Dél-Amerikában az Amazonas és az Orinoco medencéiben fordul elő. Az egy élő faj mellett fosszilis fajok is tartoznak e madárcsaládba. E fosszilis madarak maradványait Afrikában és Európában fedezték fel.

## Rendszerezés
A családba az alábbi nemek tartoznak:
- †?Foro - az idetartozása kérdéses; meglehet, hogy más családba tartozik
- †Hoazinavis Mayr et al., 2011
- †Hoazinoides A. H. Miller, 1953
- †Namibiavis Mourer-Chauviré, 2003
- Opisthocomus Illiger, 1811
- †Onychopteryx
- †Protoazin

## Fordítás
- Ez a szócikk részben vagy egészben  az   Opisthocomidae című angol Wikipédia-szócikk ezen változatának fordításán alapul.  Az eredeti cikk szerkesztőit annak laptörténete sorolja fel. Ez a jelzés csupán a megfogalmazás eredetét és a szerzői jogokat jelzi, nem szolgál a cikkben szereplő információk forrásmegjelöléseként.